# Ângelo Rosa de Moura
Ângelo Rosa de Moura (Arraias, 17 de dezembro de 1911 – Porangatu, 1970) foi um político, comerciante, fazendeiro e sapateiro brasileiro que serviu como vereador por Uruaçu, primeiro e terceiro prefeito eleito de Porangatu. Embora seja o segundo prefeito de facto, pois sucedeu Adelino Américo de Azevedo, então prefeito de transição da cidade. Também era o proprietário da Casa da Jaguatirica, hoje, Centro Histórico- Museu Ângelo Rosa de Moura. Moura era bastante popular devido sua participação no comércio e isto auxiliou-o na sua escalada política. Foi o único prefeito eleito filiado à União Democrática Nacional, partido no qual permaneceu filiado da criação à extinção, integrando ao Diretório Municipal e mais tarde, o Conselho Estadual da UDN.

## Primeiros anos

### Origem: família e nascimento
A historiografia à respeito do primeiro prefeito porangatuense ainda é muito escassa, entretanto, é conhecido que ele nasceu no dia 17 de dezembro de 1911 na cidade de Arraias, que atualmente se localiza no estado do Tocantins. Também é fato que Rosa era filho de Zacarias de Moura e Domingas Vânia, tendo chegado ao Descoberto da Piedade , vindo da cidade de Anápolis, em 1929, época da incorporação do distrito ao munícipio de Santana (Goiás) . À época, Ângelo viera encontrar sua tia Joana Vannes.
Moura administrou a Casa Jaguatirica, construída em 1937 e  ele realizava viagens constantes à Corumbá de Goiás (que era o local de abastecimento de Porangatu), trazendo consigo tecidos, peles de animais silvestres, secos e molhados, sais, etc., através de viagens à cavalo. Ele se candidatou a vereador por Uruaçu em 1944, vencendo ao lado de  Francisco Borges da Silva. Semanalmente, ambos saíam do distrito do Descoberto, hospedavam-se em Amaro Leite  (igualmente distrito de Uruaçu e centro de abastecimento de Porangatu) e se reuniam nas sessões da Câmara Municipal. Além disso, Moura teve um relacionamento, iniciado em 1931, com a prima de segundo grau de Eusébio Martins da Cunha, Maria Martins da Cunha, com quem se casaria em 1970, ao fim da vida.

## Carreira política

### Vereador de Uruaçu
Em 1943, por Decreto-lei n.º 8.305 do intervenção federal Pedro Ludovico Teixeira, houve uma reconfiguração generalizada dos munícipios, distritos, comarcas e termos do estado. O munícipio de Santana, emancipado em 1931, passou a ser denominado Uruaçu e seu distrito, o Descoberto da Piedade, foi renomeado de Porangatu. Em 1944, com o início do declínio do Estado Novo, uma eleição municipal foi convocada em Uruaçu, na qual Moura e Francisco Borges da Silva foram eleitos sem partido, pois estes estavam extintos pela Constituição de 1937. Em 1946, com a nova Constituição, as eleições municipais foram rapidamente marcadas em múltiplas cidades, incluindo Uruaçu. Francisco Borges e Rosa de Moura retornam ao pleito, sendo reeleitos pela União Democrática Nacional. Até maio de 1949, Rosa foi vereador de Uruaçu, data essa em que tomou posse como prefeito de Porangatu.

## Prefeito de Porangatu

### Governo Ângelo Rosa I (1949-1953)

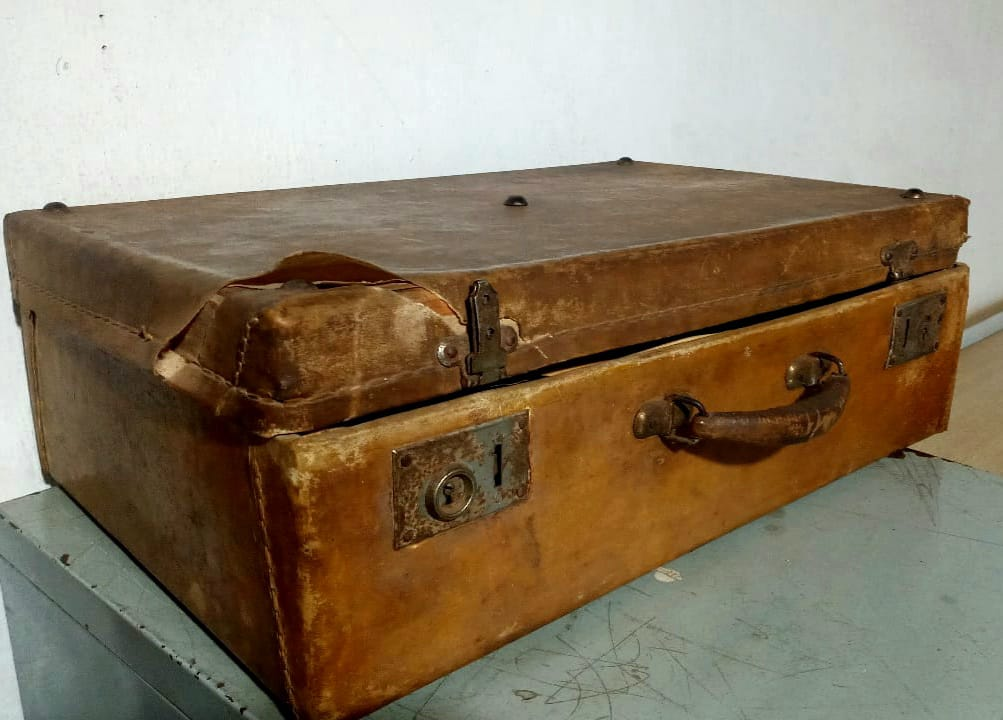
A maleta usada por Rosa de Moura na sua primeira cerimônia de posse em maio de 1949.

No dia 25 de agosto de 1948, foi decretada a Lei Ordinária n.º 122, pelo governador goiano Coimbra Bueno. Essa lei  emancipava o distrito de Porangatu, do munícipio de Uruaçu. Em seguida, foram estabelecidas eleições municipais para 3 de outubro e Ângelo disputou contra o candidato do PSD, Eusébio Martins da Cunha, vencendo-o. Não apenas venceu, como os sete vereadores da Câmara Municipal, foram todos eleitos pela UDN.
Então, em seu primeiro mandato ele governou sem oposição, tendo iniciado as obras da construção da Cadeia Municipal, que abrigaria a Delegacia, a Prefeitura e o Fórum Público, os dois primeiros ficaram estabelecidos ali provisoriamente.
Em 1 de maio de 1949,às 15 horas e 30 minutos no auditório do Grupo Escolar Dona Gercina Borges Teixeira, na presença do presidente da Câmara Municipal, José Marques de Souza, ocorreu a posse de Ângelo Rosa. Ele foi recepcionado e introduzido ao recinto pelos vereadores Domingos Cardoso de Mendonça e João de Sales Monteiro. 
Ângelo prestou juramento de pé e com a mão direita estendida, sendo subsequentemente empossado Prefeito de Porangatu. Estavam presentes ainda, Tomé Rodrigues de Araújo (1º supl. De Juiz Municipal), Domingos Vicente da Costa Campos (subpromotor), Alexandrino Cândido Gomes (delegado de polícia) e a agente postal Hilda Pereira Borges.
Sob seu governo ocorreu o recenseamento de 1950, que atingiu 8722 pessoas e destas, 8606 se declararam católicas, 76 protestantes, 12 espíritas, 1 maometano e 27 não declararam sua religião. Ocorre o processo de transferência de comarcas, que se encerraria no fim do mandato de Rosa em 1953, com a criação da Comarca de Porangatu. Ângelo decretou a lei n.º 6, de 27 de novembro de 1949, que criava o Plano Rodoviário Municipal. Com esse plano, foram construídas ou reconstruídas as estradas para os povoados e fazendas de Araras (54 km), Formoso (72 km), Capeba (30 km), São João (60 km), todas essas estradas estavam inclusas para a construção. Já para a reconstrução estavam: Porangatu-Uruaçu (120 km), Porangatu-Tanque (72 km), Porangatu-Garimpo do Formoso (120 km).
A primeira escola rural também foi instalada em seu mandato, em novembro de 1949. Além das referidas obras, que foram iniciadas sob sua gestão em 1951, incluindo os primeiros prédios públicos do munícipio. Devido ao Plano Rodoviário Municipal e a expansão das rodovias e estradas, ocorreu um aumento no fluxo migratório até Porangatu; resultando na expansão do ensino de aprendizagem local devido as necessidades.

### Governo Ângelo Rosa II
Ângelo Rosa venceu  as eleições de 1956, e tomou posse em 1957, no dia 31 de janeiro do mesmo ano, sucedendo Martins da Cunha. Agora ele enfrentava um cenário um pouco misto na Câmara. Haviam 3 vereadores da coalizão PSD-PTB. 
Durante esse mandato, ele recebeu um livro de homenagem aos prefeitos goianos do presidente Juscelino Kubitschek, conforme consta no acervo do Museu Ângelo Rosa. E deu abertura nos processos para construção da BR-153, e sua passagem no munícipio. Nessa época, já se encontrava em plenas funcionalidades o prédio da Cadeia Municipal, cujo obras haviam sido concluídas no mandato de Euzébio.
Ângelo Rosa intermediou o envio de verbas federais através do deputado federal udenista de Goiás, Emival Caiado. Essas verbas somaram Cr$ 1.300.000,00 (um milhão e trezentos mil de cruzeiros). Metade das verbas foram para postos de saúde e higiene, as reminiscências foram usadas para a educação e campos de repouso. Trezentos mil cruzeiros foram utilizados para efetuar a construção de um Grupo Escolar de Mutunópolis em convênio com a Prefeitura de Porangatu. 
Outros recursos que arredaram treze milhões de cruzeiros, foram usados para o sistema rodoviário de Porangatu e os trechos da Belém-Brasília.
Ângelo Rosa, construiu um aeródromo para o munícipio em seu segundo governo, bem como realizou doações de terrenos para congregações e igrejas religiosas. Sua gestão rendeu 90% dos votos para a coligação UDN-PSP nas eleições estaduais em Goiás em 1958.
Durante seu segundo mandato, Moura também solicitou várias vezes a criação do Banco de Crédito da Amazônia no munícipio de Porangatu, enviando um ofício direto ao presidente da República, Juscelino Kubitschek. O texto na íntegra era:
Cumpre-me com o presente, e tendo em vista o surto de progresso por que  passa esta cidade,  com a  construção  de Brasília, digo Brasília-Belém, hoje Bernardo Sayão, sob dinâmica administração de v. Excia;  fazendo assim, a  ligação norte-sul  do  paiz, verdadeira obra épica do século XX, é que, venho solicitar de V. Excia.,a criação e fundação de um estabelecimento bancário, qual sejao Banco de Crédito da Amazônia, pois, além desse município já fazer parte  integrante da  Valorização  Econômica  da Amazônia, está propiciado pelo progresso vertiginoso da referida rodovia.
 A solicitação em  apreço já  foi  por este  governo  confirmada pelo ilustre Presidente da S.P.V.E. A Dr. Waldir Bouhid, quando por aqui passou com  o Coronel Lino  Romualdo Teixeira,  mui digno representante de V. Exlcia., 
Na Caravana de Integração Nacional, prometendo destarte  a criação do  mesmo. 
Quanto  às  possibilidades deste município são ótimas, pois, desfruta de um  grande desenvolvimento agropecuário, sendo também o seu movimento comercial muito  evoluído.
 Nesta  oportunidade,  afim, de  maior facilidade de transações bancárias, espero merecer de V. Excia, a acolhida que se fizer necessário. 
Sendo só o que se me oferece para o momento, formulo o presente, com os meus protestos de elevada estima e lídima consideração. Livro de Ata no 4, 1959,p. 52-53

### Membro do Conselho Estadual da UDN
Devido sua participação ativa no partidarismo da União Democrática Nacional, além de sua atividade política frequente, Moura foi eleito membro do Conselho Estadual do partido em 12 de maio de 1958, durante a realização da Convenção da UDN em Goiânia. O Conselho estava sobre a presidência de Totó Caiado.

## Morte

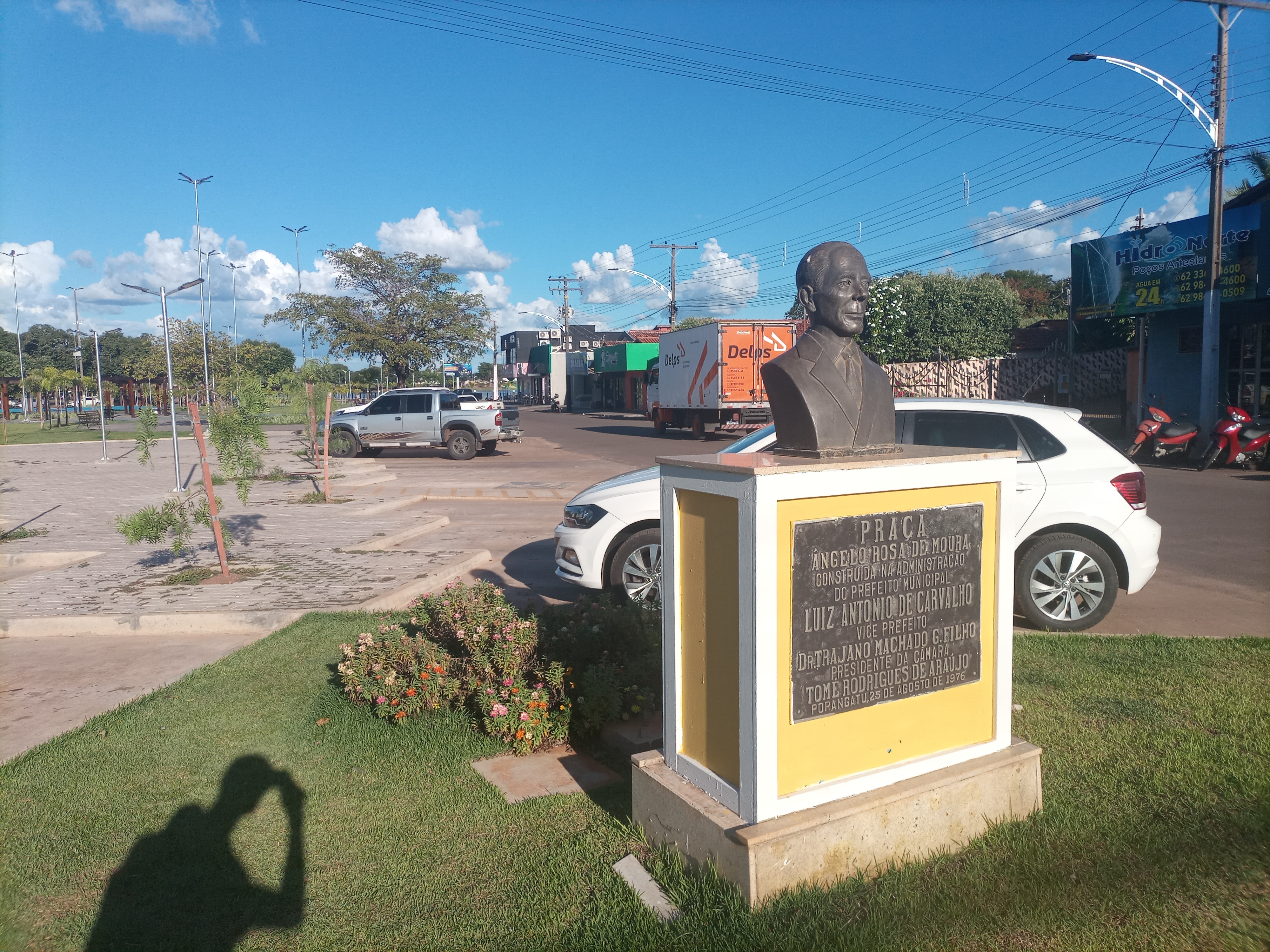
Busto em homenagem póstuma à Moura, na Praça Pública que recebe seu nome.

Afastado da vida pública e com o partido dissolvido durante a ditadura militar, Ângelo Rosa faleceu em 1970. Ele estava no Hospital São José, após uma decorrência de cirrose. Ele deixou sua recém-esposa Maria, viúva. Rosa fora velado em um funeral de Estado em Porangatu, sua casa foi comprada e transformada em museu, por decreto de Trajano Machado Gontijo Filho, em 1980. 

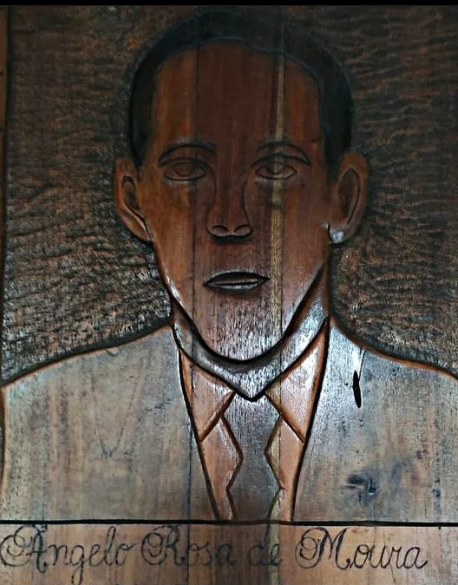
Representação de Ângelo Rosa de Moura no Museu Municipal Ângelo Rosa de Moura.

A Casa Jaguatirica, foi reformada por uma equipe da prefeitura, no ano seguinte, num projeto encabeçado pelo artista plástico Eddie Pacheco, que conduziu reformas ao prédio e estabeleceu a Feira Permanente de Artesanato de Porangatu. Ana Braga foi a principal incentivadora para a compra da moradia do falecido prefeito.